# Gudžerat
Gudžerat ili Gudžarat (gudžeratski: गुजरातराज्यम्, engleski: Gujarat), indijska je savezna država na zapadu zemlje. Gujarat graniči s Pakistanom na sjeverozapadu, sa saveznom državom Radžastanom na sjeveru i sjeveroistoku, Madhya Pradesh na istoku, Maharashtra i saveznim teritorijem Daman i Diu i Dadra i Nagar Haveli na jugu. Na zapadu savezne države Gudžarat nalazi se Arapsko more.
Država ima 56,793.000 stanovnika (2008.) i prostire se na 196.077 km2.
Glavni je grad države Gandhinagar a službeni jezik države je gudžaratski.

## Zanimljivosti
Hrvatska književnica Ivana Brlić-Mažuranić napisala je knjigu naslova Jaša Dalmatin, potkralj Gudžerata.